# Jean-Louis Barrault (designer)
Pour les articles homonymes, voir Barrault et Jean-Louis Barrault (homonymie).
 (octobre 2018).
Jean-Louis Barrault, né en 1938 à Bourges, est un designer français.
Jean-Louis Barrault a créé ou signé quelques-unes des marques marquantes du design français contemporain, en particulier Moulinex, Méhari et Plastic Omnium.

## Biographie
Né en 1938, Jean-Louis Barrault débute en tant que designer en 1960 dans le département Product-Design à la Compagnie de l'esthétique industrielle, une agence française de Raymond Loewy dirigée par Harold Barnett. Il suit son fondateur dans sa nouvelle agence en 1962 et devient chef de studio associé, chargé de la prospection de nouveaux clients. Il recrute en deux ans quatre personnes. En 1963, c'est le début d'une collaboration avec la société Moulinex et son président Jean Mantelet qui donnera lieu au style Barrault. Il engage Jean-Louis Barrault comme « son consultant » pour résoudre les problèmes de design produit. Ce protocole restera respecté avec les trois présidents qui lui succéderont de 1989 à 2000. Il pourra développer en parallèle ses activités dans d’autres domaines.
Le développement sur la décennie est très important, Jean-Louis Barrault mène concomitamment des projets pour : 
- L'Oréal/SCAD (gamme de flaconnage), CGE, EDF (logotype), Gaz de France (charte graphique en 1964), Breguet (poste de commandement embarqué), Potez (poêle à mazout).
- Électronique médiale : Dassault, Thomson CFTH/CSF (gamme de table de radiologie). Distribution : Nouvelles Galeries, Aux Dames de France.
- Électroménager : Cepem, Amsta, De Dietrich, Indesit, Candy, Coupatan, Star.
- Matériel électrique : Petercem, Saft, Fulmen, Unelec, Cit, Luchard, Sintra.
- Matériel scientifique : CER de Marcoussis Laser, Omera-Cegid.
- Automobile : Citroën (à partir de 1968, grâce à l'outillage de la société Seab, naît un projet : la Méhari, un véhicule à carrosserie plastique thermoformé).
- Packaging : BSN, Amora, Belin, Cérébos et Lesieur.

En 1966, il reçoit le prix British Home Exhibition pour Moulinex et en 1972, les médailles de bronze et d'or de la SEAI pour Moulinex.
Le développement de l’agence amène son fondateur à changer son statut juridique en 1973, et permettre la naissance d’autres équipes pour accompagner sa croissance. Il crée le Studio Barrault Design. Ces activités permettent à l’agence d’élargir ses services dans les domaines de l’image de marque, du graphisme, de l’emballage, et des stands.

## Responsabilités et nominations
- 1970-1999 : membre de la Chartererd Design Society.
- 1970-1999 : membre international de l'Industrial Designers Society of America.
- 1973-1977 : président de la Chambre syndicale des esthéticiens industriels.
- 1973-1975 : membre du Conseil supérieur de la création industrielle près le Ministère de l'industrie et de la recherche.
- 1979-1981 : secrétaire général de Formes Utiles.
- 1986-1988 : président de Formes Utiles.
- 1985-1998 : expert CNUCED/GATT-Nations unies.
- 1986-1999 : président de l'Union française des designers industriels.
- 1989-2001 : membre de la Chambre de commerce et d'industrie de Paris (CCIP).
- 1990 : chevalier de la Légion d'honneur
- 1995-1997 : vice-président de la CCI Paris.
- 1995-1997 : président de la CCI De Paris délégation des Hauts-de-Seine.
- 1992-1995 : président de la Commission du commerce internationale
- 1992-1994 : conseiller de l'enseignement technologique.
- 1995-2001 : vice-président trésorier de l'Institut de recherche en propriété industrielle (IRPI).
- 1999 : commandeur dans l'ordre national du Mérite
- 1997-1999 : trésorier du comité d'échange franco-japonais.
- 1998-2001 : président de Promosalons.
- 1998-2001 : membre du Conseil économique et social régional (CESR).

### Documentaires
- Claire Leymonerie, Le Temps des objets, Cité du design, Saint-Étienne, 2016
- Télérama article du 9 mars 2016
- Le Design chez Moulinex, interview de Jean Mantelet, président-directeur général et Jean-Louis Barrault, designer du groupe, revue CREE no 12